# Lotte Smiseth Sejersted
Lotte Smiseth Sejersted (* 5. März 1991 in Bærum) ist eine ehemalige norwegische Skirennläuferin. Sie gehörte der Skinationalmannschaft an und startete in allen Disziplinen. Ihr Bruder Adrian ist ebenfalls alpiner Skiläufer.

## Biografie
Sejersted gewann 2004 den Riesenslalom des Whistler Cups. Im November 2006 bestritt sie ihre ersten FIS-Rennen und bereits zwei Wochen später nahm sie erstmals an Europacuprennen teil, bei denen sie sich allerdings nur im Schlussfeld klassieren konnte. Ihr erstes Großereignis waren die Juniorenweltmeisterschaften in Zauchensee Anfang März 2007, wo ihr bestes Resultat der 16. Platz im Super-G war. Kurz darauf gewann sie ihr erstes FIS-Rennen und am Ende des Monats wurde die damals 16-Jährige Norwegische Meisterin in der Abfahrt und Vizemeisterin im Super-G.
Seit der Saison 2007/08 startet Sejersted regelmäßig im Europacup. In die Punkteränge kam sie in diesem Winter aber noch nicht. Bei den Juniorenweltmeisterschaften 2008 in Formigal konnte sie sich in drei Wettbewerben um Rang 30 klassieren und bei den Norwegischen Meisterschaften 2008 war der zweite Platz in der Abfahrt ihr bestes Resultat. Am 28. November 2008 holte Sejersted mit Platz 29 im Super-G von Kvitfjell die ersten Europacuppunkte und tags darauf erreichte sie mit Rang 14 im zweiten Super-G ihr bestes Ergebnis in der Saison 2008/09. Der erste größere internationale Erfolg gelang ihr bei den Juniorenweltmeisterschaften 2009 in Garmisch-Partenkirchen, als sie hinter der Französin Marine Gauthier die Silbermedaille in der Abfahrt gewann. Wenig später wurde sie Norwegische Meisterin in der Super-Kombination, im Super-G und im Riesenslalom.
Zu Beginn der Saison 2009/10 nahm Sejersted in Sölden erstmals an einem Weltcuprennen teil. In diesem Riesenslalom verpasste sie jedoch als Vorletzte des ersten Durchgangs deutlich die Qualifikation für den zweiten Lauf. Einen Monat später gelang ihr mit Platz drei im Riesenslalom von Funäsdalen der erste Podestplatz im Europacup. Ihre ersten Weltcuppunkte gewann sie am 18. Dezember 2009 mit Platz 28 in der Super-Kombination von Val-d’Isère. Bei den Juniorenweltmeisterschaften 2010 gewann Sejersted die Bronzemedaille in der Abfahrt und belegte in der Kombinationswertung Rang zwei hinter ihrer Teamkollegin Mona Løseth. Im Sommer 2010 nahm sie an den Rennen des Australia New Zealand Cups teil, gewann zwei Super-Gs und zwei Super-Kombinationen und damit auch die Gesamtwertung.
Bei den Juniorenweltmeisterschaften 2011 gewann Sejersted die Goldmedaille in der Abfahrt. Daraufhin wurde sie vom norwegischen Skiverband auch für die Weltmeisterschaften 2011 in Garmisch-Partenkirchen nominiert, wo sie in der Super-Kombination Rang 10 belegte, in Abfahrt und Super-G jedoch ausschied. Am Ende der Saison gewann sie bei den norwegischen Meisterschaften in allen fünf Disziplinen. In den folgenden Jahren konnte Smiseth nie ganz den Anschluss an die Weltspitze herstellen. Ergebnisse unter den besten zehn blieben selten. Ihre besten Ergebnisse sind drei fünfte Plätze in den Jahren 2011, 2013 und 2015. Am 9. Januar 2016 stürzte Sejersted in der Abfahrt von Zauchensee und zog sich dabei im linken Knie einen Kreuzbandriss sowie einen Innenbandriss zu; die Saison musste sie daraufhin beenden. Mitte November 2016 erlitt sie beim Training eine weitere Knieverletzung. Sie konnte auch im Winter 2016/17 keine Rennen bestreiten und erklärte schließlich am 21. April 2017 ihren Rücktritt vom Spitzensport.

## Erfolge

### Olympische Winterspiele
- Sotschi 2014: 6. Abfahrt, 14. Super-G, 23. Riesenslalom

### Weltmeisterschaften
- Garmisch-Partenkirchen 2011: 10. Super-Kombination
- Schladming 2013: 13. Super-G, 21. Abfahrt, 30. Riesenslalom

### Weltcup
- 8 Platzierungen unter den besten zehn

### Europacup
- Saison 2011/12: 9. Riesenslalomwertung
- 3 Podestplätze, davon 1 Sieg:

| Datum             | Ort   | Land    | Disziplin    |
| ----------------- | ----- | ------- | ------------ |
| 15. Dezember 2011 | Zinal | Schweiz | Riesenslalom |

### Juniorenweltmeisterschaften
- Zauchensee 2007: 16. Super-G, 38. Abfahrt
- Formigal 2008: 29. Abfahrt, 33. Super-G, 35. Slalom
- Garmisch-Partenkirchen 2009: 2. Abfahrt, 13. Super-G, 19. Slalom
- Mont Blanc 2010: 2. Kombination, 3. Abfahrt, 5. Riesenslalom, 6. Slalom
- Crans-Montana 2011: 1. Abfahrt, 5. Super-G, 8. Slalom

### Norwegische Meisterschaften
Sejersted ist 16-fache norwegische Meisterin:
- Abfahrt: 2007, 2010, 2011, 2012, 2014
- Super-G: 2009, 2011, 2012, 2013
- Riesenslalom: 2009, 2011
- Super-Kombination: 2009, 2010, 2011, 2012
- Slalom: 2011

### Weitere Erfolge
- Gesamtsieg im Australia New Zealand Cup 2010
- 4 Rennsiege im Australia New Zealand Cup
- 21 Siege in FIS-Rennen